# Trkalnik
Trkalnik je naprava, ki omogoča vsaj dvema usmerjenima curkoma osnovnih ali podatomskih delcev (v nekaterih primerih tudi ionov, curka sta lahko tudi iz različnih vrst delcev), da se z veliko energijo zaletita drug v drugega. Delce z veliko energijo se pred tem pridobi v pospeševalniku delcev. Kot pospeševalnik lahko uporabimo linearni pospeševalnik ali pospeševalnik v obroču (npr. Veliki hadronski trkalnik). Delci v pospeševalniku pridobijo veliko kinetično energijo. Pri trku nastanejo delci, ki jih opazujemo z detektorji.    